# Булак (район Каира)

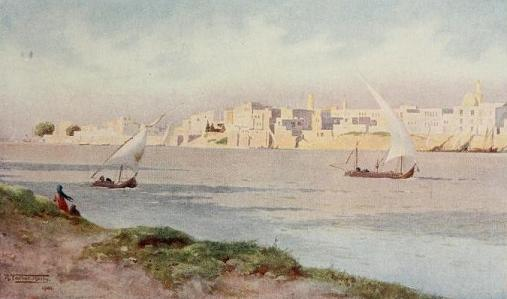
Вид на Булак (1902). Картина Роберта Талбота Келли (1861–1934)

Була́к (араб. بولاق‎, от др.-греч. φυλακή «караул, таможня») — гавань Каира; в настоящее время — один из районов этого города.
Находится на правом берегу Нила, на север от знаменитого «Музея египетских древностей» (Каирского египетского музея), в древности была отделена от города Измаильским каналом, в XX веке засыпанном.
В конце XIX века в Булаке проживало около 20 тысяч жителей, гавань служила главным рынком для продуктов Верхнего Египта и Судана. 21 июля 1798 года на противоположном берегу Нила произошла известная «битва у пирамид».
Каир постепенно разрастался, и в начале XXI века Булак представляет собой один из беднейших районов мегаполиса.
Входит в муниципалитет Гиза.